# Раудсепп, Юхан
Юхан Юханович Раудсепп (эст. Juhan Raudsepp; 10 декабря 1896 года, Лугажи, Российская империя — 15 декабря 1984 года, Таллин) — эстонский, советский скульптор. Член Союза художников СССР.

## Биография
Старший из шести детей Юхана и Эльзы Раудсеппов. Рос на ферме родителей в селе Пугритса волости Карула. Учился в местной церковно-приходской школе 1906—1909, затем, в 1909—1912, в русской церковно-приходской школе, в 1912—1914 — в городской школе в Валге.
С 1914 по 1918 год учился в Пензенском художественном училище, но занятия были прерваны из-за революционных событий.
Участвовал в войне за независимость Эстонии (1918—1920), затем преподавал в художественной школе в Тарту. В 1924 году организовал первую художественную выставку.
В 1925 году переехал в Таллин и начал работать учителем рисования в гимназии Якоба Вестхольма. В 1925—1929 годах преподавал в Таллинской учительской семинарии. В 1925—1926, 1930—1931 и 1932—1940, был руководителем Группы эстонских художников.
С середины 1920-х годов был тесно связан с Хаапсалу. Там он женился на Эльфриде Рандфельдиге, семья жила в доме на улице Охту кальду.
После Второй мировой войны продолжил творческую работу, в 1958 году стал председателем Союза художников Эстонии, был членом Рижской секции скульптуры.

## Известные работы
Фонтан «Женщина с блюдом» (1935, Башенная площадь, Таллин)
Скульптура «Мальчик с рыбой» (1930, установлена в 1936, Хаапсалу)
«Сломанный Посох» — эст. Kepimurdja (1933, Хаапсалу)
Памятник на братской могиле погибших во время расстрела народного собрания 16 октября 1905 года на Новом рынке Таллина (1931, в 1958 году перенесен на Кладбище Рахумяэ)
Скульптуры «Красота» и «Труд» для Дома искусств в Таллине (1937)
Статуя фасада виллы Тидемана (1938—1940 эст. Näituse tänava residents, Таллин, улица Няйтузе, 23)
Надгробные памятники Артуру и Виллему Каппам на кладбище Сууре-Яани, Якобу Вестхольму на кладбище Рахумяэ.
Памятный знак в честь первого певческого праздника, состоявшегося в Таллине в 1880 году (ул. Келери, 33)
Создал также ряд портретных скульптур Антса Лайкмаа, Николая Трийка, Нила Meрянски, Эдуарда Вильде и Фридеберта Тугласа
Памятник Пирогову (1952, Тарту)